# Duc pescador lleonat
El duc pescador lleonat (Ketupa flavipes) és una espècie d'ocell de la família dels estrígids (Strigidae). Habita els boscos de ribera del nord i est de l'Índia, centre i sud-est de la Xina, nord-est de Myanmar, nord de Laos, nord i sud del Vietnam i Taiwan. El seu estat de conservació es considera de risc mínim.